# MORE EARTHSHAKER IN VANCOUVER
『MORE EARTHSHAKER IN VANCOUVER』（モア・アースシェイカー・イン・バンクーバー）は、EARTHSHAKERのライブ・アルバム。

## 概要
前作『Yesterday & Tomorrow』より7年ぶりのアルバムで、20世紀最後にリリースしたアルバムでもある。
新曲である「絆」「GOOD-BYE TO THE PAST」「愛の歌う声を聞いてみるかい」の3曲の他、2000年6月のカナダ・バンクーバーでのライブ音源9曲の計12曲を収録している。

## 収録曲
1. 絆
  - 作詞・作曲：西田昌史

後に再録ベスト・アルバム『earthshaker.jp/type A』に収録された[3][4]。
2. GOOD-BYE TO THE PAST
  - 作詞：西田昌史 / 作曲：石原慎一郎
3. 愛の歌う声を聞いてみるかい
  - 作詞・作曲：石原慎一郎
4. RADIO MAGIC
5. REAL WORLD
6. GAMBLER
7. ざわめく時へと
8. WALL
9. EARTHSHAKER
10. MORE
11. SAY GOODBYE
12. 走りぬけた夜の数だけ